# Campionato asiatico femminile di pallacanestro 1992
Il 14º Campionato Asiatico Femminile di Pallacanestro FIBA (noto anche come FIBA Asia Championship for Women 1992) si è svolto a Seul nella Corea del Sud dal 21 al 30 marzo 1992.
I Campionati asiatici femminili di pallacanestro sono una manifestazione biennale tra le squadre nazionali organizzato dalla FIBA Asia.

## Squadre partecipanti
- Corea del Sud
- Giappone
- Cina
- Taiwan
- Hong Kong
- India
- Sri Lanka

## Turno preliminare
| Squadra       | Partite disputate | Vinte | Perse | Punti fatti | Punti subiti | Differenza | Punti |
| ------------- | ----------------- | ----- | ----- | ----------- | ------------ | ---------- | ----- |
| Cina          | 6                 | 6     | 0     | 590         | 303          | +287       | 12    |
| Corea del Sud | 6                 | 5     | 1     | 614         | 324          | +290       | 11    |
| Giappone      | 6                 | 4     | 2     | 611         | 369          | +242       | 10    |
| Taiwan        | 6                 | 3     | 3     | 465         | 383          | +82        | 9     |
| Hong Kong     | 6                 | 2     | 4     | 308         | 503          | −225       | 8     |
| India         | 6                 | 1     | 5     | 299         | 603          | −304       | 7     |
| Sri Lanka     | 6                 | 0     | 6     | 213         | 585          | −372       | 6     |

## Finali

### Finale 1º posto
|  | Finale        |               |    |  |
|  |               |               |    |  |
|  | 30 marzo 1992 | 30 marzo 1992 | 89 |  |
|  | Corea del Sud | Corea del Sud | 76 |  |

### Finale 3º posto
|  | Finale        |               |    |  |
|  |               |               |    |  |
|  | 30 marzo 1992 | 30 marzo 1992 | 79 |  |
|  | Taiwan        | Taiwan        | 75 |  |

## Classifica finale
| Posizione | Squadra       | Vinte/Perse |
| --------- | ------------- | ----------- |
| Oro       | Cina          | 7-0         |
| Argento   | Corea del Sud | 5-2         |
| Bronzo    | Giappone      | 5-2         |
| 4         | Taiwan        | 3-4         |
| 5         | Hong Kong     | 2-4         |
| 6         | India         | 1-5         |
| 7         | Sri Lanka     | 0-6         |

## Campione d'Asia
| Campione d'Asia | Campione d'Asia | Campione d'Asia | Campione d'Asia |
| --------------- | --------------- | --------------- | --------------- |
| Cina            |                 |                 |                 |